# Granada nos Jogos Olímpicos de Verão de 2008
Granada participou dos Jogos Olímpicos de Verão de 2008 em Pequim, na China. O país estreou nos Jogos em 1984 e esta foi sua 7ª participação.

## Desempenho

### Atletismo
| Atleta                | Prova                       | Elims.  | Elims. | 1/4 de final | 1/4 de final | Semifinal   | Semifinal   | Final       | Final       |
| Atleta                | Prova                       | Res.    | Pos.   | Res.         | Pos.         | Res.        | Pos.        | Res.        | Pos.        |
| --------------------- | --------------------------- | ------- | ------ | ------------ | ------------ | ----------- | ----------- | ----------- | ----------- |
| Alleyne Francique     | 400 m masculino             | 46.15   | 35     | Não avançou  | Não avançou  | Não avançou | Não avançou | Não avançou | Não avançou |
| Joel Phillip          | 400 m masculino             | 46.30   | 39     | Não avançou  | Não avançou  | Não avançou | Não avançou | Não avançou | Não avançou |
| Randy Lewis           | Salto triplo masculino      | 17.06   | 15     |              |              |             |             | Não avançou | Não avançou |
| Sherry Fletcher       | 100 m feminino              | 11.65   | 40     | Não avançou  | Não avançou  | Não avançou | Não avançou | Não avançou | Não avançou |
| Allison George        | 200 m feminino              | 23.45   | 30     | 23.77        | 31           | Não avançou | Não avançou | Não avançou | Não avançou |
| Trish Batholomew      | 400 m feminino              | 52.88   | 33     |              |              | Não avançou | Não avançou | Não avançou | Não avançou |
| Neisha Bernard-Thomas | 800 m feminino              | 2:00.09 | 7 (NR) | 2:01.84      | 21           |             |             | Não avançou | Não avançou |
| Patricia Sylvester    | Salto em distância feminino | 6.44    | 21     |              |              |             |             | Não avançou | Não avançou |

### Boxe
| Rolande Moses | Meio-médio | BAH T. Johnson D 18-3 | Não avançou | Não avançou | Não avançou | Não avançou | Não avançou | Não avançou |

Legenda
| Recorde mundial      | Recorde mundial (World record)               |                       | Recorde africano                      | Recorde africano (African) |                                           | Q | Classificado por posição (Qualified) |
| Recorde olímpico     | Recorde olímpico (Olympic record)            | Recorde da América    | Recorde da América (Americas)         | q                          | Classificado por melhor tempo (Qualified) |   |                                      |
| Melhor marca do ano  | Melhor marca do ano (World leading)          | Recorde asiático      | Recorde asiático (Asian)              | DNS                        | Não largou (Did not start)                |   |                                      |
| Recorde nacional     | Recorde nacional (National record)           | Recorde europeu       | Recorde europeu (European)            | DNF                        | Não terminou (Did not finish)             |   |                                      |
| Recorde pessoal      | Recorde pessoal do atleta (Personal best)    | Recorde da Oceania    | Recorde da Oceania (Oceania)          | DSQ / DQ                   | Desclassificado (Disqualified)            |   |                                      |
| Recorde da temporada | Recorde da temporada do atleta (Season best) | Recorde sul-americano | Recorde sul-americano (South America) | NM                         | Sem marca (No mark)                       |   |                                      |